# The Singles (The Clash 2007)
The Singles è l'ultima raccolta del gruppo musicale britannico dei Clash
pubblicata nel 2007.

## Il disco
Questa compilation è la versione a singolo disco del precedente box set; contenente soltanto gli "A-sides" di tutti i singoli del box. Si può notare una certa similitudine con la raccolta omonima del 1991, che possiede le stesse tracce e lo stesso numero di tracce, fatta a eccezione per This Is England, esclusa dalla precedente perché l'ultimo album dei Clash (da cui proveniva il singolo), a quell'epoca, non era considerato parte della discografia ufficiale del gruppo e fu aggiunto solo in un secondo tempo, ma posizionate in modo diverso.

## Tracce
1. London Calling - (Joe Strummer, Mick Jones) [da "London Calling"]
2. Rock the Casbah - (The Clash) [da "Combat Rock"]
3. Should I Stay or Should I Go - (The Clash) [da "Combat Rock"]
4. I Fought the Law - (Sonny Curtis) [da "The Clash"]
5. (White Man) in Hammersmith Palais - (Joe Strummer, Mick Jones) [da "The Clash"]
6. The Magnificent Seven - (The Clash) [da "Sandinista!"]
7. Bankrobber - (Joe Strummer, Mick Jones, Mikey Dread) [da "Black Market Clash"]
8. The Call Up - (The Clash) [da "Sandinista!"]
9. Complete Control - (Joe Strummer, Mick Jones) [da "The Clash"]
10. White Riot - (Joe Strummer, Mick Jones) [da "The Clash"]
11. Remote Control - (Joe Strummer, Mick Jones) [da "The Clash"]
12. Tommy Gun - (Joe Strummer, Mick Jones) [da "Give 'Em Enough Rope")
13. Clash City Rockers - (Joe Strummer, Mick Jones) [da "The Clash"]
14. English Civil War - (Joe Strummer, Mick Jones) [da "Give 'Em Enough Rope"]
15. Hitsville UK - (The Clash) [da "Sandinista!"]
16. Know Your Rights - (The Clash) [da "Combat Rock"]
17. This Is England - (Joe Strummer, Bernie Rhodes) [da "Cut the Crap"]
18. This Is Radio Clash - (The Clash) [dal singolo omonimo]
19. Train in Vain - (Joe Strummer, Mick Jones) [da "London Calling"]
20. Groovy Times - (Joe Strummer, Mick Jones) [da "The Cost of Living EP"]

## Formazione
The Clash (formazione principale)
- Joe Strummer - voce, chitarra ritmica
- Mick Jones - chitarra solista, voce; chitarra acustica in Groovy Times
- Paul Simonon - basso, voce
- Topper Headon - batteria, percussioni; pianoforte e basso in Rock the Casbah

Altri membri del gruppo
- Terry Chimes - batteria in White Riot e Remote Control
- Nick Sheppard - chitarra elettrica in This Is England

Altri musicisti
- Mikey Dread - effetti sonori in Bankrobber
- Ellen Foley - voce in Hitsville UK
- Bernie Rhodes - batteria elettronica in This Is England
- Young Wagner - tastiere e sintetizzatori in This Is England
- Norman Watt-Roy - basso in This Is England